# Elle s'appelle Ruby
Pour plus de détails, voir Fiche technique et Distribution.
Elle s'appelle Ruby (Ruby Sparks) est une comédie romantique américaine réalisée par Jonathan Dayton et Valerie Faris, sortie en 2012. Le scénario du  film est écrit par l'actrice Zoe Kazan.

## Synopsis
Après avoir publié un best-seller, perdu son père et été largué par sa petite amie, Calvin vit une traversée du désert, en proie au syndrome de la page blanche malgré un grand désir d'écrire. Sur le divan du psy, il impute à son chien Scotty tant sa stérilité littéraire que son asociabilité, à laquelle seul échappe son frère. 
Un matin, stimulé par le souvenir d'une jeune femme dont il a rêvé, il se rue à sa machine à écrire pour décrire sa créature et lui inventer une vie : Ruby est née. Pygmalion de plus en plus fasciné par sa Galatée, Calvin écrit toute la journée pour rester en sa compagnie, et passe ses nuits à lui parler, mais, le jour où elle apparaît alors qu'il n'est pas en train de l'imaginer, il craint d'être bon pour l'asile. Pourtant Ruby existe bel et bien, tout le monde l'entend et la voit quand elle pique une crise de jalousie, jongle d'une langue à l'autre, se déprécie ou cuisine comme un cordon bleu, ainsi que Calvin l'a créée. Comblé, ce dernier pense avoir trouvé la formule du bonheur parfait.
Mais après une « lune de miel » où ils se suffisent l'un à l'autre, Ruby manifeste de plus en plus un besoin d'autonomie. Elle s'inscrit à des cours, se fait des amis et ne se dévoue plus exclusivement à Calvin qui peine à accepter l'intégrité de celle qu'il considère comme sa créature. Face au choix de l'émanciper ou de la manipuler, il entreprend de la corriger sur papier, ce qui conduit à une situation grotesque dans laquelle Ruby n'est plus qu'un pantin aux mains de Calvin. Réalisant cela, Calvin se résout à la libérer. Ruby disparait, Calvin déprime et retourne consulter son psychologue. Il décide d'écrire ce qu'il vient de vivre. Le livre est un succès et sa vie reprend son cours habituel. En promenant Scotty dans un parc, il rencontre une femme, sosie de Ruby, qui est en train de lire son livre. Ils font connaissance.

## Fiche technique
- Titre original : Ruby Sparks
- Titre français : Elle s'appelle Ruby
- Titre québécois : Ruby Sparks
- Réalisation : Jonathan Dayton et Valerie Faris
- Scénario : Zoe Kazan
- Direction artistique : Alexander Wei
- Décors : Judy Becker ; Matthew Flood Ferguson (décorateur de plateau)
- Photographie : Matthew Libatique
- Montage : Pamela Martin
- Musique : Nick Urata
- Casting : Justine Baddeley et Kim Davis-Wagner
- Production : Albert Berger et Ron Yerxa ; Chuck Ryant (associé)
  - Production exécutive : Robert Graf
- Société(s) de production : Bona Fide Productions et Fox Searchlight Pictures
- Société(s) de distribution : Fox Searchlight Pictures (États-Unis) ; 20th Century Fox (Canada)
- Budget : 8 millions $
- Pays d'origine :  États-Unis
- Langue originale : anglais
- Format : couleur - 35 mm - 1,85:1 - son Dolby Digital
- Genre : Comédie, romance
- Durée : 104 minutes
- Dates de sortie[2] :
États-Unis : 25 juillet 2012
Canada : 3 août 2012
France : 3 octobre 2012

Source : IMDb

## Distribution
- Paul Dano (V. F. : Adrien Larmande) : Calvin Weir-Fields
- Zoe Kazan (V. F. : Daniela Labbé-Cabrera) : Ruby Sparks
- Antonio Banderas (VF : Pierre-François Pistorio) : Mort
- Annette Bening (V. F. : Josiane Pinson) : Gertrude
- Steve Coogan (V. F. : Patrick Mancini) : Langdon Tharp
- Elliott Gould (V. F. : Philippe Crubézy) : Dr Rosenthal
- Chris Messina (V. F. : Cédric Dumond) : Harry
- Alia Shawkat (V. F. : Laëtitia Lefebvre) : Mabel
- Deborah Ann Woll (V. F. : Chloé Berthier) : Lila
- Toni Trucks (V. F. : Olivia Luccioni) : Susie
- Aasif Mandvi (V. F. : Vincent de Bouard) : Cyrus Modi
- Wallace Langham : Warran

Sources et légendes : Version française (V. F.) sur RS Doublage et AlloDoublage

## Distinction

### Récompense
- 2012
6e cérémonie des Detroit Film Critics Society Awards
  - Meilleure révélation de l'année pour Zoe Kazan